# Oberstdorf
Oberstdorf és un poble del districte d'Oberallgäu, a Baviera (Alemanya). Situada al vessant septentrional dels Alps, és la població més al sud de tota Alemanya (i fa frontera al sud amb Àustria). A 31 de desembre del 2019 tenia 9.696 habitants. Amb 230 km², el seu municipi és el segon més gran de Baviera darrere de Múnic.
Oberstdorf és coneguda com a centre de cures i d'esports d'hivern, a més de ser popular entre els excursionistes. Amb 17.000 llits turístics i 2,5 pernoctacions l'any, Oberstdorf és doncs un dels centres turístics més importants del país.
Oberstdorf compta amb dos trampolins d'esquí de renom mundial: Schattenberg, que s'empra sota el Torneig dels Quatre Trampolins i el Heini-Klopfer, que és el tercer més gran del món. Com a estació d'esquí compta amb 85 km de pistes de fons i 44 d'esquí alpí servides per 20 remuntadors.
Entre el 16 i el 27 de febrer de 2005 Oberstdorf acollí els campionats mundials d'esquí nòrdic. El municipi tornà a ser la seu d'aquesta competició entre el 22 de febrer i el 7 de març del 2021.

## Història
Les primeres referències d'Oberstdorf són del 1141. El 1495 rebé drets de mercat de l'emperador Maximil·lià I. El 1619 s'hi construí l'ajuntament. Durant la Guerra dels Trenta Anys la vila fou devastada pels soldats suecs, que saquejaren la regió diversos cops (el 1632, el 1634 i el 1647). A més, la pesta hi matà cap a 700 persones el 1634/35.
El 1742 s'hi caçà el darrer os. El 1787 s'hi construí la primera escola. Entre el 5 i el 6 de maig de 1865 un incendi destruí 146 cases, i l'ajuntament hagué de ser bastit de nou. El poble ja era conegut com un centre de cures entre les classes altes europees, establint-se el turisme com a motor de l'economia local el 1888 amb l'acabament de la línia ferroviària que hi arribava des de Sonthofen.

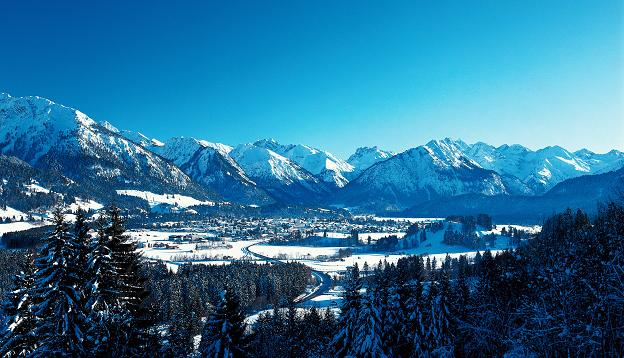
Vista d'Oberstdorf

El 1950 s'hi construí el telefèric de Nebelhorn. El 1972 els pobles propers de Tiefenbach, Schöllang, Reichenbach i Rubi foren incorporats al municipi d'Oberstdorf. Un any més tard acollí el primer campionat del món de salts de trampolí, que repetí el 1988. Entre el 16 i el 27 de febrer de 2005 Oberstdorf acollí els campionats mundials d'esquí nòrdic.
El 1992 s'hi restringí enormement el trànsit de vehicles.